# Trachylepis boettgeri
Trachylepis boettgeri är en ödleart som beskrevs av  George Albert Boulenger 1887. Trachylepis boettgeri ingår i släktet Trachylepis och familjen skinkar. IUCN kategoriserar arten globalt som livskraftig. Inga underarter finns listade i Catalogue of Life.